# Ялувка (гміна Домброва-Білостоцька)
Ялувка (пол. Jałówka) — село в Польщі, у гміні Домброва-Білостоцька Сокульського повіту Підляського воєводства.
Населення — 202 особи (2011).
У 1975-1998 роках село належало до Білостоцького воєводства.

## Демографія
Демографічна структура станом на 31 березня 2011 року:
|          | Загалом | Допрацездатний вік | Працездатний вік | Постпрацездатний вік |
| -------- | ------- | ------------------ | ---------------- | -------------------- |
| Чоловіки | 104     | 21                 | 65               | 18                   |
| Жінки    | 98      | 15                 | 54               | 29                   |
| Разом    | 202     | 36                 | 119              | 47                   |